# Studios Francœur
Les Studios Francœur étaient des studios de cinéma situés 6 rue Francœur dans le 18e arrondissement de Paris.
Depuis 1999, c'est le siège de La Fémis.

## Historique
En 1926, Bernard Natan implante sa société Rapid-Films au 6 rue Francœur, dans un hôtel particulier et des bâtiments industriels datant de 1898, et installe à cette adresse un laboratoire de traitement de pellicule, puis deux studios de tournage de films publicitaires et dès 1927, des studios de tournage de films.
En 1929, la société Natan fusionne avec Pathé et Pathé-Natan devient très vite la plus importante firme française de production de films. Plusieurs centaines de films ont été tournés dans les studios Francœur.
Certaines émissions de télévision y furent réalisées dans les années 1970 comme Midi Première présentée par Danièle Gilbert, lorsque le studio 101 de la Maison de la radio n'était pas disponible.
En 1990, le groupe Chargeurs prend le contrôle de Pathé et met fin à l'activité des studios. En 1999, La Fémis emménage à cette adresse.

## Quelques films tournés
- 1926 : Le Joueur d’échecs de Raymond Bernard
- 1927 : La Sirène des tropiques de Henri Etievant et Mario Nalpas
- 1928 : La Madone des sleepings de Maurice Gleize et Marco de Gastyne
- 1928 : Le Capitaine Fracasse d’Alberto Cavalcanti
- 1928 : L'Argent de Marcel L'Herbier
- 1929 : Le Collier de la reine de Gaston Ravel
- 1930 : Le Mystère de la chambre jaune de Marcel L'Herbier
- 1931 : Le Parfum de la dame en noir de Marcel L'Herbier
- 1936 : Le Roi (film, 1936) de Julien Duvivier
- 1937 : Pépé le Moko de Julien Duvivier
- 1937 : Abus de confiance d'Henri Decoin
- 1937 : Le Chemin de Rio de Robert Siodmak
- 1938 : Hôtel du Nord de Marcel Carné
- 1938 : La Chaleur du sein de Jean Boyer
- 1941 : Parade en 7 nuits de Marc Allégret
- 1942 : À vos ordres, Madame de Jean Boyer
- 1942 : La Nuit fantastique de Marcel L'Herbier
- 1942 : Caprices de Léo Joannon
- 1942 : Boléro de Jean Boyer
- 1943 : Je suis avec toi d’Henri Decoin
- 1943 : Monsieur des Lourdines de Pierre de Hérain
- 1943 : Feu Nicolas de Jacques Houssin
- 1944 : Les Enfants du paradis de Marcel Carné
- 1945 : Les Dames du bois de Boulogne de Robert Bresson
- 1945 : Falbalas de Jacques Becker
- 1946 : La Fille du diable d'Henri Decoin
- 1946 : Les Portes de la nuitde Marcel Carné
- 1947 : Rendez-vous de juillet de Jacques Becker
- 1947 : Le silence est d'or de René Clair
- 1948 : Les Parents terribles de Jean Cocteau
- 1949 : Aux deux colombes de Sacha Guitry
- 1954 : Le Rouge et le Noir de Claude Autant-Lara
- 1954 : Cadet Rousselle d'André Hunebelle
- 1956 : Mémoires d'un flic de Pierre Foucaud
- 1957 : Casino de Paris d'André Hunebelle
- 1958 : Les Misérables de Jean-Paul Le Chanois
- 1959 : le Déjeuner sur l'herbe de Jean Renoir
- 1960 : Classe tous risques de Claude Sautet
- 1984 : Le Bon Plaisir de Francis Girod
- 1992 : L'Amant de Jean-Jacques Annaud